# 谷風瀑布
谷風瀑布，位於宜蘭縣南澳鄉漢本車站北處的谷風（為一地塹地形），水系谷風北溪，由台9丁線蘇花公路南下過谷風橋往內走約50公尺即可抵達瀑布區，又稱紫明瀑布（日治時期稱紫明瀧）。

## 周遭
- 太平洋漢本海灘
- 漢本海洋驛站（海巡署白來分安檢所）[7]
- 新觀音隧道
- 谷風隧道
- 谷風地塹
- 觀音瀑布
- 和平溪（該溪同時也是宜、花兩縣縣界）
- 漢本遺址
- 台9丁線蘇花公路